# Mats Larsson Gothe
Mats Larsson Gothe (Lammhult, 29 juni 1965) is een hedendaags Zweeds componist, dirigent, pianist en trompettist.

## Levensloop
Van 1983 tot 1985 en 1987 tot 1988 studeerde hij aan het Ingesunds Musikhögskola (Ingesund College of Music) voor zijn hoofdinstrumenten piano en trompet. Aan het Kungliga Musikhögskolan (Koninklijke Conservatorium) te Stockholm studeerde hij van 1988 tot 1995 compositie bij Sven-David Sandström en Pär Lindgren. Eveneens studeerde hij van 1990 tot 1991 compositie aan de Sibelius Akademie te Helsinki bij Kalevi Aho. Verder heeft hij gestudeerd in Italië bij Atli Ingólfsson.
Sinds 1995 is hij freelance componist en hij schrijft muziek voor alle genres. Zelf ziet hij zich in de traditie van Igor Stravinsky die hij zoekt verder te ontwikkelen. Emotionele expressies gebaseerd op neoclassicistische karakteristieken, gecombineerd met veel gevoel en pulseren, dat creëert een hoge graad van intensiteit in zijn muziek.
Larsson Gothe brak door met de avondvullende opera Poet & Prophetess, die in maart 2008 voor het eerst werd opgevoerd in de NorrlandsOperan in Umeå. In de jaren 2009-2012 was hij composer-in-residence bij dit operagezelschap. De opera Blanche & Marie, gebaseerd op het gelijknamige boek van Per Olov Enquist uit 2004, trok eveneens veel aandacht tijdens de première in 2014 in NorrlandsOperan, opgevoerd in het kader van "Umeå Culturele hoofdstad van Europa". De opera ontving de operaprijs van Svenska Dagbladet en werd op 19 september 2015 uitgezonden op Sveriges Television. De opera Silverfågeln over de tenor Jussi Björling ging in 2015 in première in de 'concertschuur' van het dorpje Vattnäs in midden-Zweden, in 2011 gebouwd door de operazangers Anna Larsson en Göran Eliasson.
In 2021 ontving Larsson Gothe de Zweedse koninklijke onderscheiding "Litteris et Artibus". In 2024 componeerde hij Submarea, filmmuziek voor de gelijknamige onderwaterfilm over de Scandinavische kust van Joakim Odelberg en Andrea Östlund. Het orkestwerk werd in november 2024 uitgevoerd door Philharmonia Orchestra in de Royal Festival Hall in Londen, waarbij de film op groot scherm werd vertoond. Het concert werd uitgezonden door BBC Radio 3.

## Composities

### Werken voor orkest
- 1990–1992: Symfonie nr. 1: "Mixing Memories and Desires" voor orkest
- 1991–1994: Homage to the neon-sign of Las Palaz Bingo concert voor tuba en strijkorkest - opgedragen aan de tubaïst Øystein Baadsvik
- 1992: While voor hoorn en kamerorkest
- 1993: Houses in Motion voor orkest
- 1994: Lugubre voor orkest
- 1996: Konsert för trumpet och orkester voor trompet en orkest
- 1997: Konsert för piano och kammarorkester voor piano en kamerorkest
- 1998: Poi voor orkest - gecomponeerd voor het 125-jarig jubileum van Nordiska Museets
- 1999–2000: Lunaire voor strijkorkest
- 2003: Cielo voor orkest
- 2004: Concerto voor klarinet en orkest
- 2005–06: Sombre voor jazz-tenorsaxofoon en strijkers
- 2009: Symfonie nr. 2: "...sunt lacrimae rerum..." voor orkest
- 2009–10: Sisyphus’ Dreams voor viool, cello en orkest
- 2011: Ricerco 2, concert voor fagot en orkest
- 2011: Lied von der Erde voor strijkers
- 2012: The Apotheosis of the Dance voor orkest
- 2013–14: The Autumn Diary voor kamerorkest
- 2015: Symfonie nr. 3: "...de Blanche et Marie..."
- 2024: Submarea voor orkest, filmmuziek voor de gelijknamige film van Joakim Odelberg en Andrea Östlund

### Werken voor harmonieorkest en brassband
- 1988: Det finns djup i Herrens godhet variaties over en Duits lied vanuit de 17e eeuw voor brassband
- 1988-1989: Prelude, dance and conclusion voor symfonisch blaasorkest
- 1991: Touche voor brassband
- 1992: Clockworks voor koperkwintet en harmonieorkest
- 1993: Variaties over een thema van Anders Hillborg voor groot koperensemble of brassband
- 1995: Konsert för trombone och blåsare - (Concert voor trombone en harmonieorkest)  opgedragen aan de trombonist Christian Lindberg
- 1999: Konsert för cello och blåsare - (Concert voor cello en harmonieorkest)
  1. - (attaca) -
  2. L'istesso tempo (attaca)
  3. Grave
  4. Cadenza II (attaca)
  5. Finale
- 2000-2001: Konsert för violin och blåsare - (Concert voor viool en harmonieorkest)
- 2001-2002: MacchinAria concert voor zes slagwerkers en harmonieorkest
- 2002: Valley Music dubbelconcert voor twee paukensolisten en harmonieorkest
- 2005: Symphonies for Brass voor 4 trompetten, hoorn, 4 trombones en tuba

### Kamermuziek
- 1982: Sonatine no. 1 voor saxofoon en piano
  1. Allegro
  2. Adagio con sentimento
  3. Allegro con fuoco
- 1987: Sonatine nr 2 voor saxofoon en piano
- 1988: Opus 1 (Xnirys) voor fluit solo
- 1989: Gopak voor saxofoonkwartet
- 1989: Strijkkwartet no. 2 "Persona- Exposition, peripeti och katastrof"
- 1990: Whirls in Chrouching Positions voor altsaxofoon en marimba
- 1991: Jingle voor nonett (fluit, klarinet, 2 fagotten, 2 trompetten, 2 trombones, slagwerk) en piano
- 1991: Dr.Caligari voor viool en piano
- 1992: ...för Jonhäll och piano voor fluit en piano
- 1992: Procession voor koperkwintet
- 1992: Tivoli voor accordeon en blazerskwintet
- 1993: Last call before closing voor trombone solo
- 1992-1994: Clockworks voor koperkwintet, twee piano's en pauken
- 1993-1994: Houses in Motion II voor fluit, viool, cello en piano
- 1994: Valkyrieritt voor piano solo
- 1996: The Ride of the Valkyries II voor viool solo
- 1993-1996: Hillborg-variationerna voor koperkwintet
- 1997-1998: Oscuro voor twee vibrafoons en twee marimba's
- 1998: D'altro canto voor tuba en blazerskwintet
- 1998-1999: Anaphora voor piccolotrompet en marimba
- 1998-1999: Anaphora II voor marimba solo
- 2000: a presto voor fluit, viool, cello en piano
- 2000: Pessagi di Wahlberg (Wahlbergslandskap) voor saxofoonkwartet
- 2002: Ricerco 1 voor fagot solo
- 2003: Revelationes celestes (Himmelska uppenbarelser) voor blazerskwintet
- 2003: Triple Duo voor hobo en slagwerk
- 2004: Strijkkwartet no. 3 "Visioni ed estasi"
- 2004: Viocla perpia voor viool, klarinet, slagwerk en piano
- 2008–09: Epilogos voor cello en piano
- 2017: In modo lidico (Ein Heiliger Dankgesang) voor strijkkwartet
- 2017: Kadens till Brahms violinkonsert voor viool
- 2019: Inauguro fanfare voor twee kwint-afgestemde contrabassen
- 2020: Caccio voor soloviool

### Opera
- 1994-95: Blod - en vampyropera i vår tid (Blood - a vampire opera in our time), opera in 2 aktes, libretto van Lucia Cajchanova
- 2005–07: Poet & Prophetess, opera in 3 aktes, libretto van Michael Williams
- 2012–14: Blanche & Marie, opera in 2 akters, libretto van Maria Sundqvist naar de roman van Per Olov Enquist
- 2014-15: Silverfågeln, opera in 2 akters over Jussi Björling, libretto van Greta Sundberg naar het boek Tills vingen brister van Yrsa Stenius
- 2007/2015: African Prophetess, opera in 1 akte voor 5 solisten, koor en orkest, Engelstalig libretto van Michael Williams, gebaseerd op Poet & Prophetess
- 2017: Ringen - en kammaroperamelodram, opera in 1 akte för bariton-acteur en strijkerstrio, libretto van Elisabet Ljungar naar een romanfragment van Hjalmar Söderberg
- 2017-19: Löftet, opera in 2 aktes, libretto van Susanne Marko

### Koorwerken
- 2005: Vindhymn voor mannenkoor, tekst van Håkan Sandell
- 2010: Lilits återkomst voor gemengd koor en 7 instrumenten, tekst van Joumana Haddad

### Overige vocale werken
- 2003: Höstsång (Herfstzang) voor bariton en orkest -tekst: Håkan Sandell
- 2012: Ur en anteckningsbok. Magnificat voor alt en orkest, tekst van Håkan Sandell (im memoriam Anders Eliasson)
- 2015–16: Solskenet voor altsolo en a capella mannenkoor, tekst van Gustaf Fröding
- 2021: Intet mörker där skall vara voor gemengd koor en brassband op tekst van psalm 300(?). Epiloog "Tystnar ofta nog vår sång" van Sven-David Sandström